# Comuna Koțiubînciîkî, Ciortkiv
Koțiubînciîkî (în ucraineană Коцюбинчики) este o comună în raionul Ciortkiv, regiunea Ternopil, Ucraina, formată din satele Koțiubînciîkî (reședința) și Zelena.

## Demografie
Componența lingvistică a comunei Koțiubînciîkî
     Ucraineană (98,78%)
     Alte limbi (1,09%)
Conform recensământului din 2001, majoritatea populației comunei Koțiubînciîkî era vorbitoare de ucraineană (98,78%), existând în minoritate și vorbitori de alte limbi.